# Аннанд, Эмма
Э́мма (Э́мили) А́ннанд (англ. Emma (Emily) Annand; род. 30 августа 1995) — американская кёрлингистка.
В составе женской команды США участница зимней Универсиады 2015 (заняли восьмое место).
Играет на позиции второго.

## Команды
| Сезон   | Четвёртый   | Третий        | Второй           | Первый           | Запасной                            | Турниры               |
| ------- | ----------- | ------------- | ---------------- | ---------------- | ----------------------------------- | --------------------- |
| 2011—12 | Эмили Уокер | Эмили Аннанд  | Brandi Arsenault | Kathryn Sullivan |                                     | ЧСШАЮ 2012 (10 место) |
| 2014—15 | Ханна Эли   | Эбби Суславич | Эмма Аннанд      | Эмили Уокер      | Грейс Габовер тренер: Don Arsenault | ЗУ 2015 (8 место)     |

(скипы выделены полужирным шрифтом)

## Частная жизнь
Окончила Университет Батлера.